# Château de Beaucastel
Le château de Beaucastel, situé à Courthézon dans le département du Vaucluse en région Provence-Alpes-Côte d'Azur (France), est un domaine viticole appartenant à la famille Perrin. Son vignoble s'étend sur 100 des 130 hectares que compte la propriété, les trois quarts étant en appellation Châteauneuf-du-Pape.
Ses cuvées les plus prestigieuses sont le Châteauneuf-du-Pape Beaucastel rouge, qui assemble les 13 cépages de l'AOC en utilisant une grande proportion de mourvèdre, et la cuvée Vieilles Vignes Châteauneuf-du-Pape Beaucastel blanc, où n'entre que la roussanne, ce qui est rarissime dans le terroir viticole de Châteauneuf-du-Pape.

## Histoire

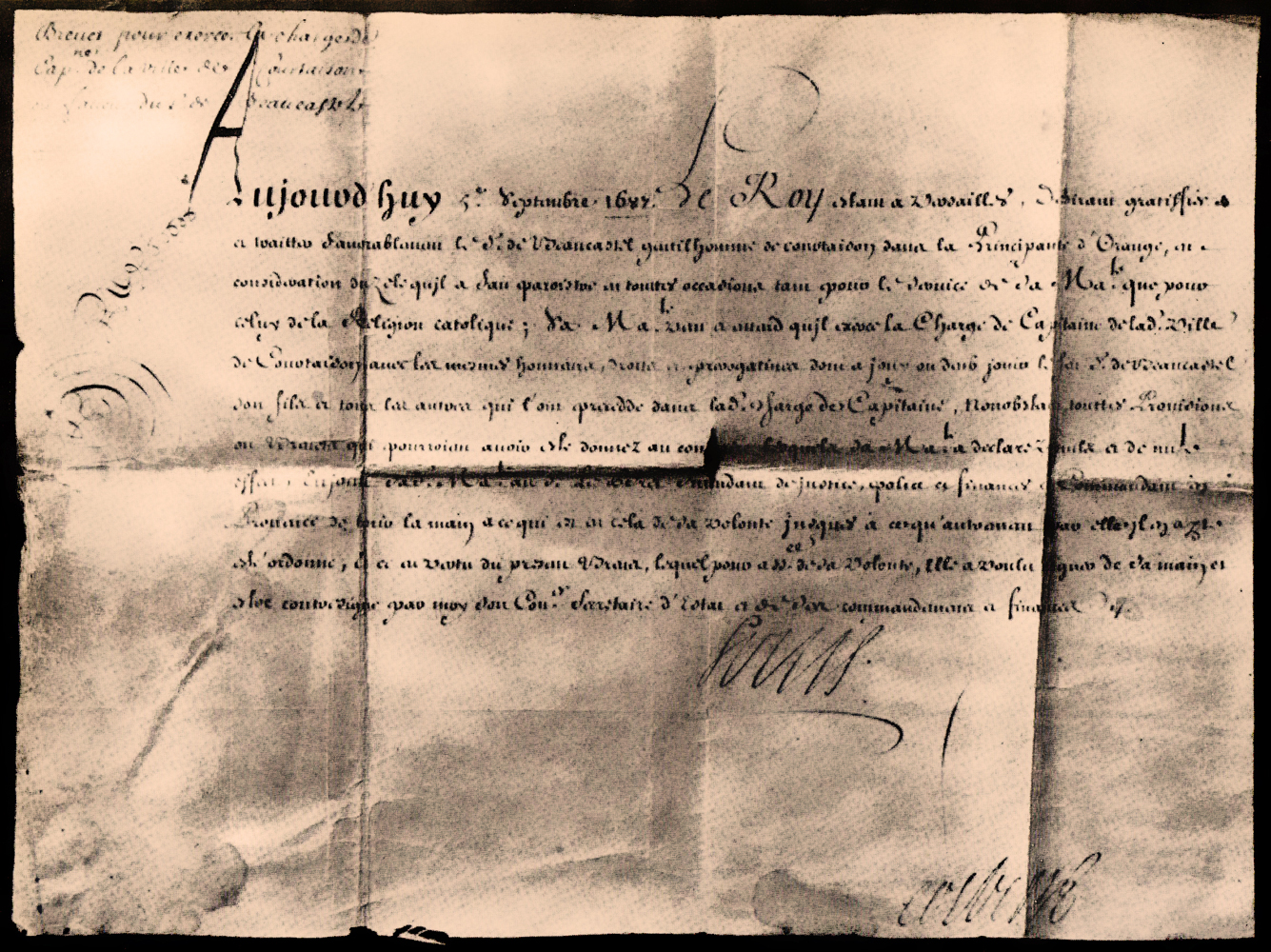
Brevet royal en faveur du sieur de Beaucastel, pour exercer la charge de Capitaine de Courthézon, fait à Versailles le 5 septembre 1687

En 1385, Raymond des Baux, prince d'Orange, fait don au Conseil de Ville de Courthézon, des pâtis du lieu-dit Coudoulet et des vignes de ce terroir. En contrepartie, les magistrats ont obligation d'en fournir le vin lors des visites des grands personnages à la principauté.
Les premières traces écrites de la propriété remontent à 1549, date à laquelle Pierre de Beaucastel acheta « une grange avec son tènement de terre contenant cinquante-deux saumées assises à Coudoulet ». Ce tènement dépendait de Courthézon, une des principales cités de la principauté d'Orange, les Beaucastel étaient de religion réformée comme le prince régnant.
Fidélité qui lui valut, en 1608, sous Philippe Guillaume de Nassau, d'être exempté de payer certains droits au prince et de pouvoir chasser « toutes bêtes à poil et à plumes sur ses terres », bien que celles-ci ne fussent point élevées au rang de seigneurie.
En 1685, Louis XIV révoqué l'édit de Nantes et ses troupes entrèrent dans Orange. Il fallut une invitation ferme de la Cour de France pour que Pierre de Beaucastel se convertisse, en 1687. Ce qui lui permit de recevoir la charge de « Capitaine de la Ville de Courthézon » par lettre de Louis XIV contresignée par Colbert,.
Ensuite la famille vendit ses titres entre 1727 et 1792, date à laquelle le sieur Étienne Gontard s'affirme être propriétaire du château des Beaucastel et de leurs terres. Elles passèrent en héritage à Thérèse et François Gontard, ce dernier étant « magistrat de sureté à Orange ». En 1832, la propriété des Gontard comprend 30 hectares dont 36 ares en vignes.

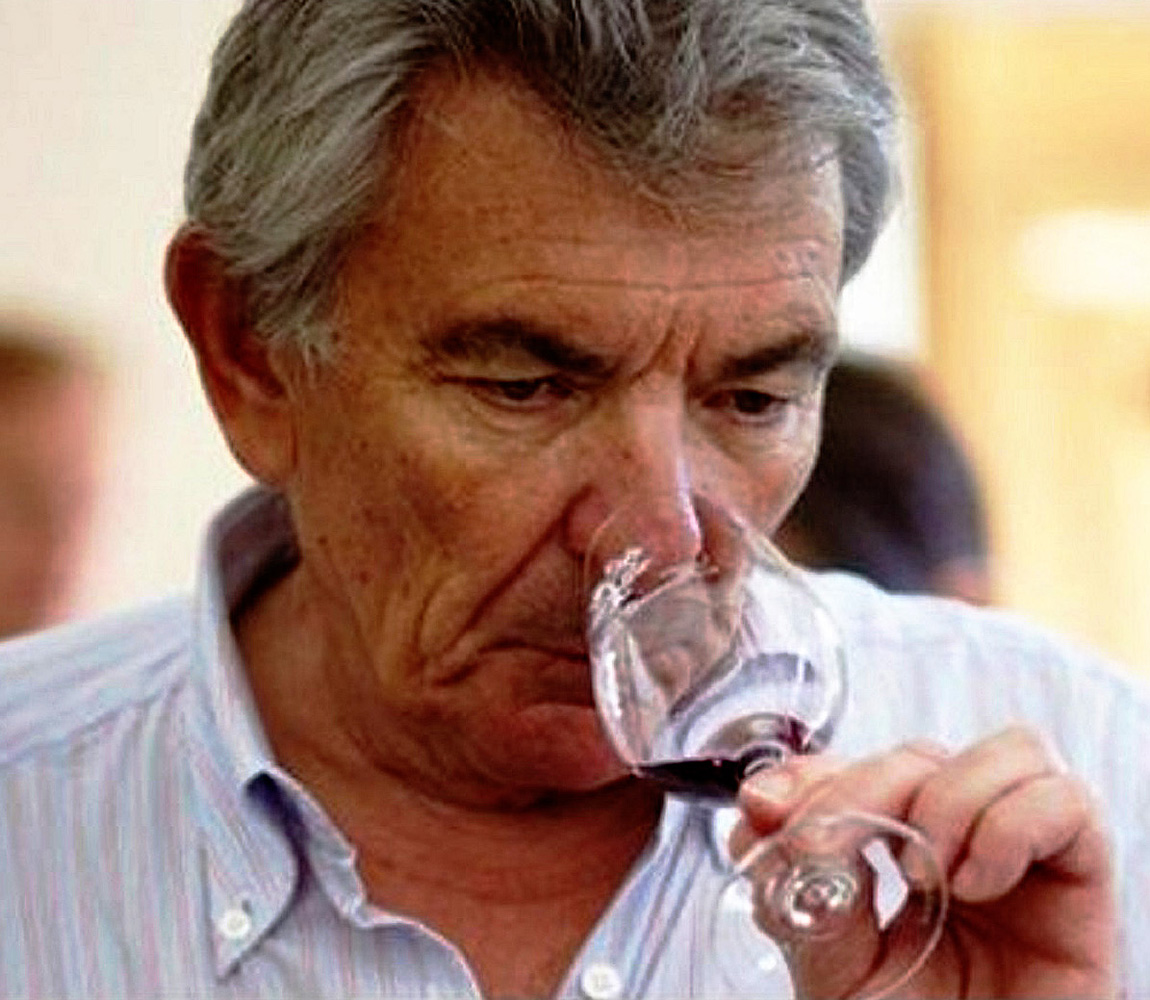
Jean-Pierre Perrin en dégustation

Le château est ensuite vendu à Élie Dussaud, un ingénieur qui travailla avec Ferdinand de Lesseps sur le canal de Suez. Puis en 1909, Pierre Tramier reprit le domaine qui avait été ravagé par le phylloxéra. Il passa ensuite à son gendre, Pierre Perrin, puis Jacques Perrin jusqu'en 1978. Ce furent ses fils Jean-Pierre et François, qui reprirent la conduite du domaine. Aujourd'hui, Marc, Pierre et Thomas, la cinquième génération, se sont déjà investis dans sa gestion.
En 1990, Jean-Pierre et François Perrin, en collaboration avec le négociant en vin Robert Haas, ont fondé le Tablas Creek Vineyard dans la région viticole de Paso Robles en Californie. En 2006, la famille Perrin et le château de Beaucastel ont rejoint les Primum Familiae Vini, une association internationale comportant un nombre limité de familles vigneronnes anciennes et produisant toujours des vins haut de gamme.
Au cours de l'année 2008, les Perrin se sont rendus acquéreurs du château des Tourelles (neuf hectares en Gigondas (AOC)). Ce nouveau vignoble leur a permis de développer leur gamme de vins de la Vallée du Rhône. Les Perrin étaient déjà propriétaires de deux hectares de vigne à Gigondas et achetaient des raisins sur une dizaine d'hectares de cette AOC pour élaborer leur cuvée La Gille AOC Gigondas.

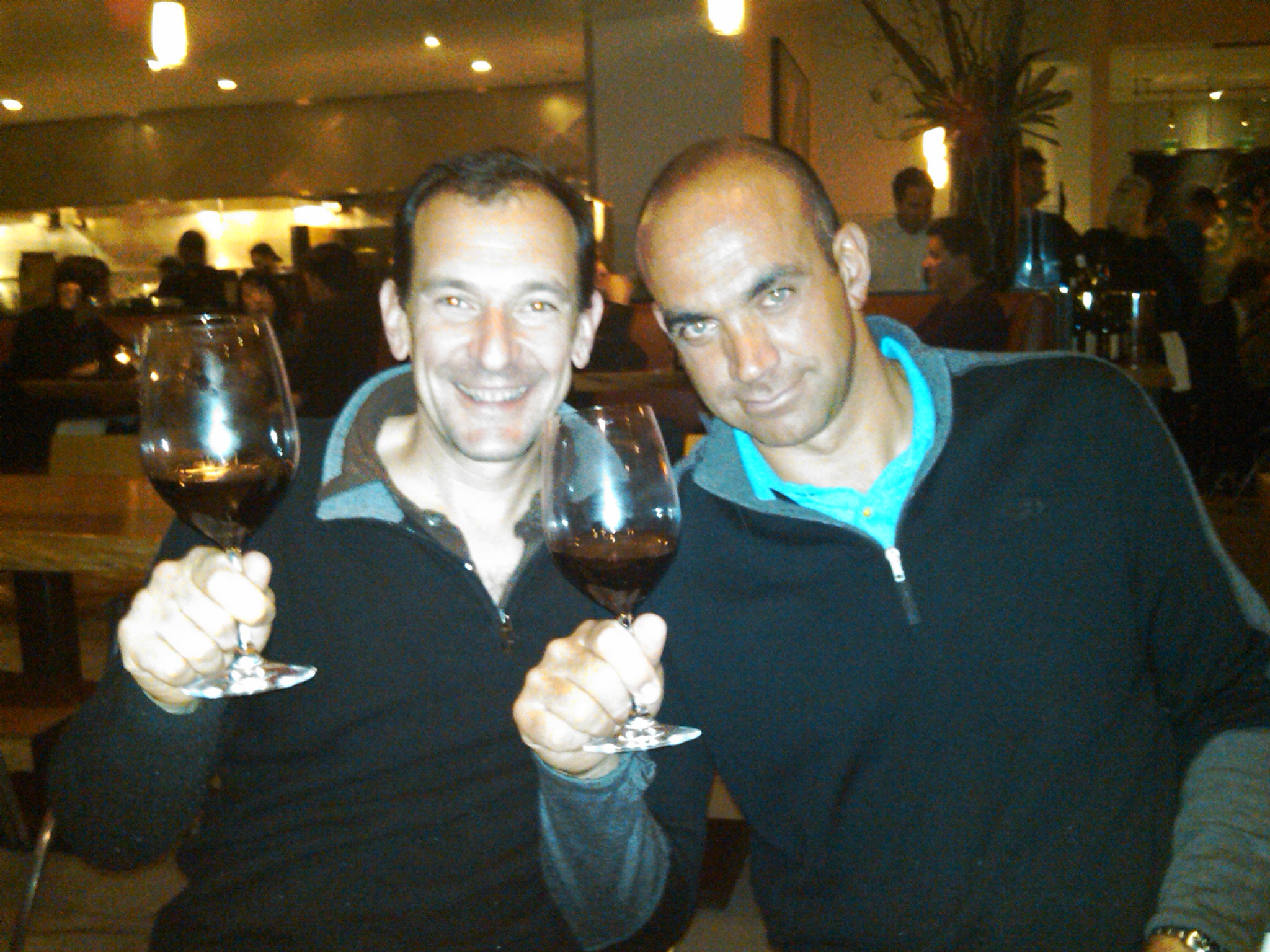
Marc Perrin (à gauche) en dégustation avec Loïc Le Meur

Marc Perrin, dans le cadre familial, a été chargé de s'occuper du domaine viticole du château de Miraval, propriété de Brad Pitt et Angelina Jolie. Cette participation c'est formalisée depuis 2011 sous forme d'un partenariat à 50/50. Tous les mois, le couple d'acteurs s'informe auprès Marc de ses choix techniques, déguste les vins du domaine et s'intéresse aux assemblages des différentes cuvées. Ils n’affectionnent ni la puissance ni le boisé. Le style qu’ils recherchent s'apparente plus à des vins de la vallée du Rhône qu'à ceux de Californie et ils privilégient l’équilibre et la finesse. Le domaine produit un rosé, deux blancs, un rouge et bientôt un super rouge. Ils ont découvert leur terroir puisque outre la vigne, la propriété est plantée d’oliviers et de chênes truffiers. Il est à souligner le côtes-de-provence rosé 2012 du domaine est le seul rosé à ce jour classé parmi les 100 meilleurs vins du monde par le Wine Spectator.
Après Aubert de Villaine, de la Romanée-Conti, la famille Perrin a été élue personnalité de l'année 2014 par le magazine Decanter. Marc Perrin, interrogé par la presse a déclaré : « Ce prix ne salue pas seulement les vins, mais l'influence d'une famille sur le monde du vin. La notre a compté sur l’évolution des vins en vallée du Rhône. Je pense à mon grand-père Jacques Perrin, qui a signé le renouveau de Châteauneuf-du-Pape. Je pense aussi à la conversion du vignoble en agriculture biologique dès 1953. Je pense encore à mon père et mon oncle, Jean-Pierre et François, qui ont implanté des cépages du Rhône, syrah, grenache, mourvèdre, cinsault, en Californie à Paso Robles, ou qui ont œuvré pour le retour de l'assemblage des treize cépages à Châteauneuf-du-Pape, quand d'autres viticulteurs plébiscitaient le "tout-grenache". Cette nomination est donc une grande fierté pour la famille. ».

## Vins de Beaucastel

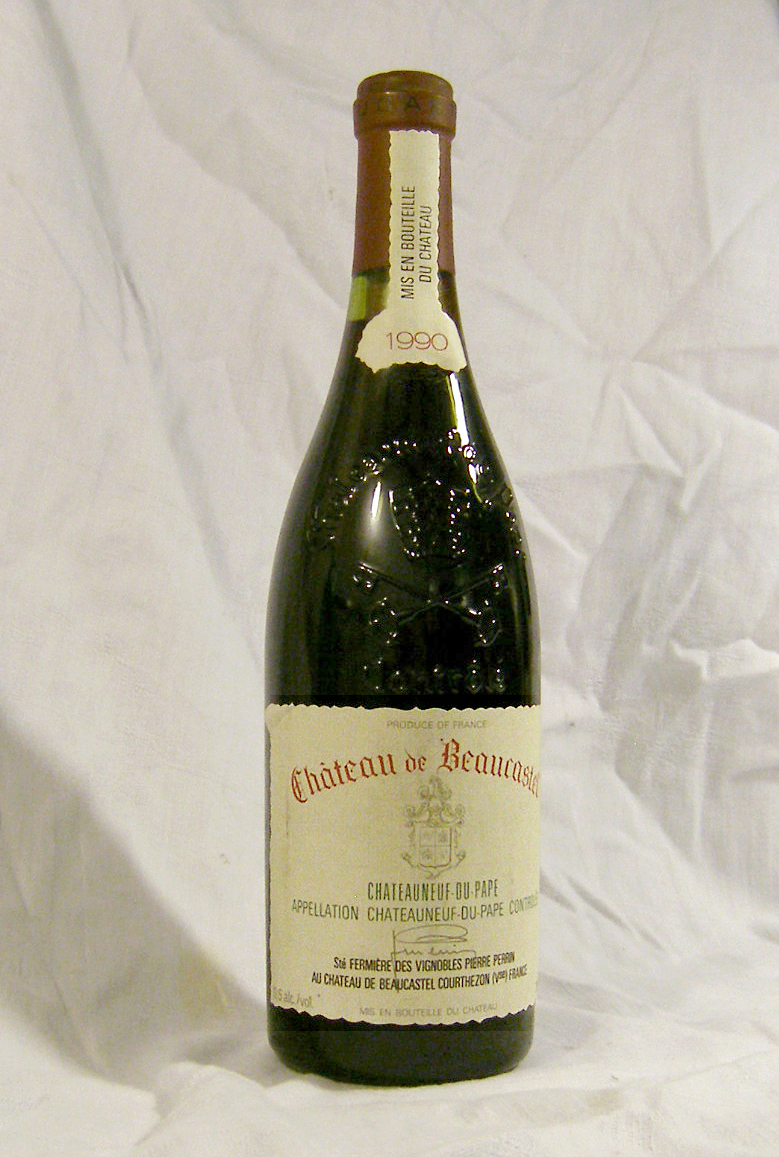
AOC châteauneuf-du-pape rouge, Château de Beaucastel

La gamme du Château de Beaucastel est composée de six vins, dont quatre sont des Châteauneuf du Pape et deux sont des Côtes du Rhône:

### Châteauneuf-du-pape AOC
- Château de Beaucastel rouge, un assemblage de treize cépages, avec une proportion importante de Mourvèdre[7].
- Château de Beaucastel blanc, un assemblage de 80 % Roussanne et 20 % Grenache Blanc[8].
- Hommage à Jacques Perrin, une cuvée spéciale rouge Châteauneuf du Pape produite seulement dans de meilleures années. 1989 a été le premier millésime[9].
- Roussanne Vieilles Vignes, un Châteauneuf du Pape blanc de vieilles vignes de Roussanne[10].

### Côtes-du-rhône AOC

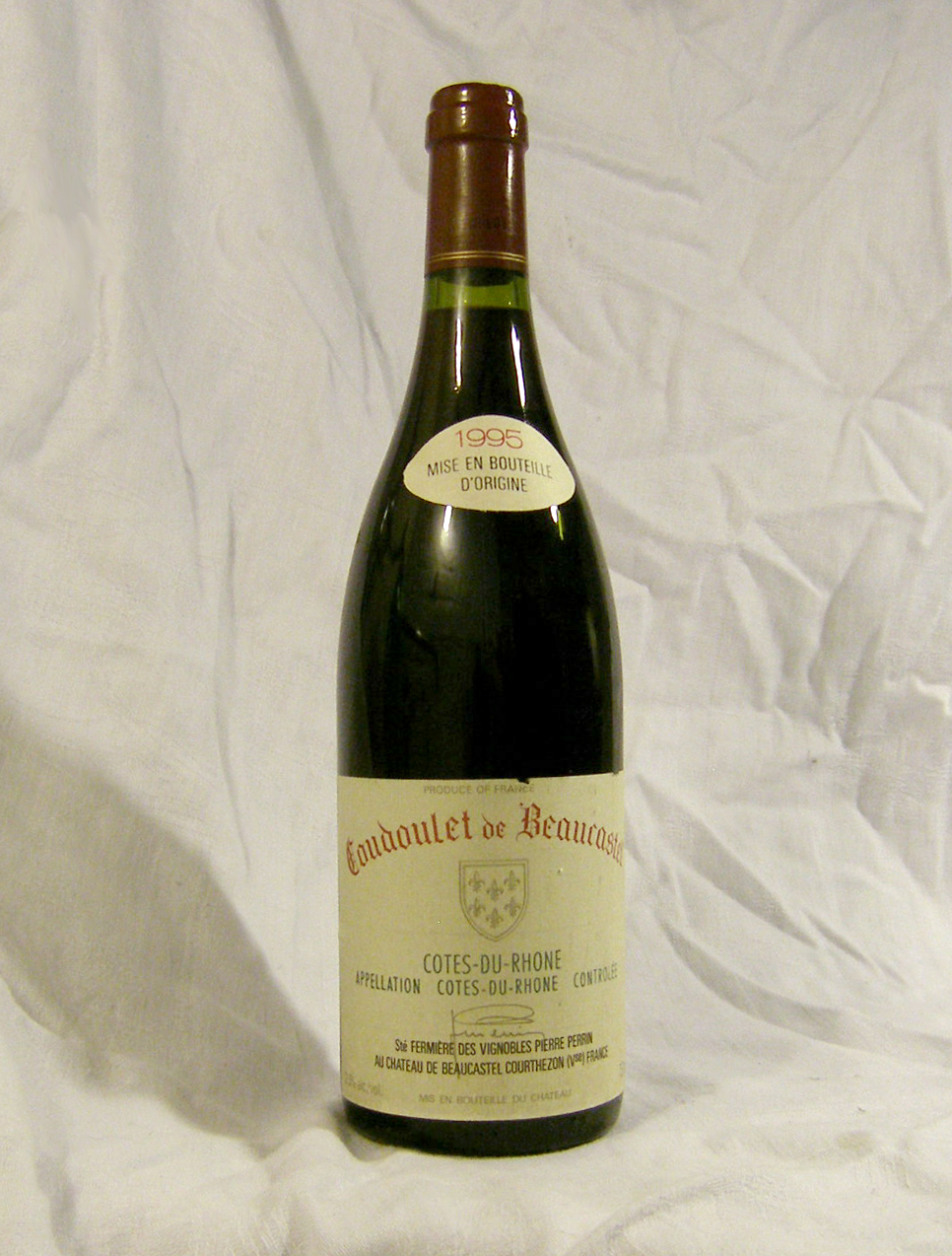
AOC côtes-du-rhône rouge, Le Coudoulet de Beaucastel

- Coudoulet de Beaucastel rouge, un Côtes du Rhône issu des vignes situées à l'est du terroir de Châteauneuf du Pape, avec une forte proportion de Mourvèdre[11].
- Coudoulet de Beaucastel blanc, un Côtes du Rhône issu des vignes situées à l'est du terroir de Châteauneuf du Pape[12].